# Olympian Hiawatha

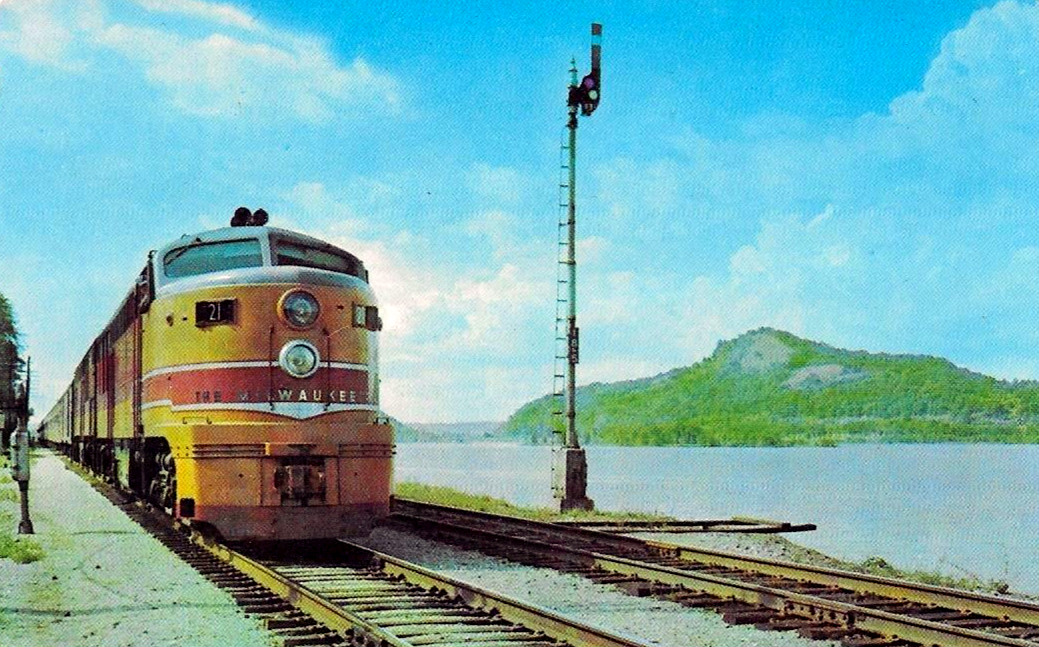
Postkartenabbildung des von einer Erie-built gezogenen Olympian Hiawathas

Der Olympian Hiawatha war der Luxuszug der US-Eisenbahngesellschaft Chicago, Milwaukee, St. Paul and Pacific Railroad (kurz: Milwaukee Road), der zwischen 1947 und 1961 von Chicago bis Seattle / Tacoma (Bundesstaat Washington) an die Nordwestküste des Pazifiks fuhr. Er zeichnete sich vor allem durch seine von Brooks Stevens entworfenen Kanzelwagen und die 1952 eingeführten Aussichtswagen „Super Domes“ aus.

## Erscheinungsbild
In seiner recht kurzen Einsatzzeit hatte der Zug vier verschiedene Lackierungen. Die erste war wohl die komplizierteste, die orangen Wagenkästen hatten im Passagierbereich braune Fensterbänder mit einem schmalen Zierstreifen. Im Bereich der Wagenenden schwenkte der Zierstreifen von über nach unter den Fenstern. Diese Lackierung war sehr aufwendig und wurde schon nach einem Jahr abgelöst. Die Dächer waren grau, die Wagenkästen orange, die Fensterbänder durchwegs braun und auch unterhalb des Daches war ein schmaler Streifen, der den goldfarbenen Schriftzug „The Milwaukee Road“ trug. Anfang der fünfziger Jahre wurde das Schema nochmals vereinfacht, die Dächer waren nun schwarz, der obere schmale Zierstreifen fiel weg und der Schriftzug war nun braun auf orangem Grund. Mit Übernahme der durchgehenden Züge der Union Pacific zwischen Chicago und Omaha führte die Milwaukee das gelb-graue Farbschema der UP ein und wandte dieses auch auf den Hiawatha-Wagen an. Dieses Schema trugen sie bis zum Ende des Personenverkehrs.

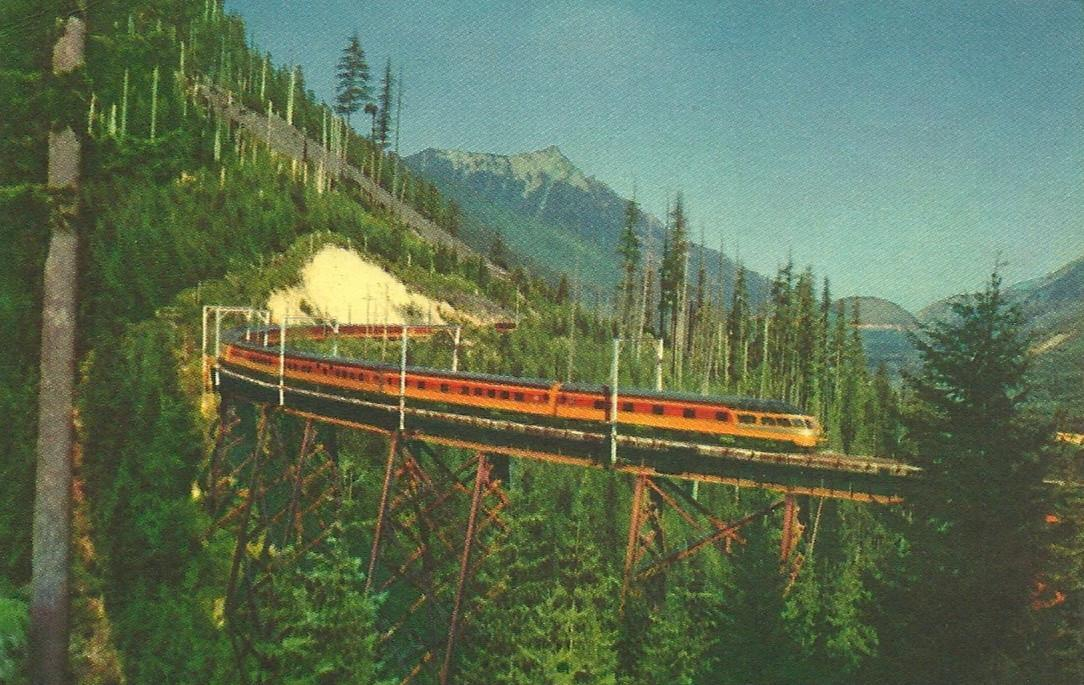
Skytop-Lounge-Wagen am Ende des Olympian Hiawathas auf elektrifizierter Strecke im Kaskadengebirge

Gezogen wurde der Zug ursprünglich von einer Dreifacheinheit stromlinienförmiger Diesellokomotiven von Fairbanks-Morse, den sogenannten Erie-built. Allerdings wurden diese Lokomotiven in die Gegend um Chicago und die Twin Cities abkommandiert, als dort ein Streik der Kohlearbeiter war. Sie kehrten nicht mehr zurück. Fortan wurden die Züge von den Standard-Personenzuglokomotiven gezogen, auf den elektrifizierten Teilstrecken von Elektroloks.
Besonderes Aushängeschild des Zuges war der kombinierte Schlaf-Salon-Aussichts-Schlusswagen, genannt „Skytop“: Es waren einzigartige Wagen, deren gesamtes halbrundes Ende verglast war und somit eine sehr gute Aussicht auf die Landschaft ermöglichten, die der Zug durchfuhr. Solche Wagen waren nur bei der Milwaukee Road eingesetzt worden, sonst bei keiner anderen Bahngesellschaft in den USA. Auch die zum Teil ovalen Fenster oder kreisrunden Bullaugen-Fenster der Türen und das verchromte Emblem an Zugende und Zuganfang (den Dieselloks) machten den Zug zu einer Ausnahmeerscheinung.
1952 führte die „Milwaukee Road“ eine Innovation ein, die es zuvor noch bei keiner Bahn in den USA gegeben hatte: einen Waggon, dessen durchsichtige Kanzel sich über die gesamte Wagenlänge erstreckte und somit 60 bis 70 Passagieren als Aussichtswagen diente. Diese als „Super Domes“ bezeichneten Wagen waren sechsachsig und die schwersten Streamlinerwagen, die je gebaut wurden. Im unteren Stockwerk befand sich auch eine Cocktail-Lounge. Einzigartig waren auch die kombinierten „Touralux“- Schlaf-/Sitzwagen, die nur für Frauen und Kinder reserviert waren – auch eine Besonderheit des Olympian Hiawatha. Diese kombinierte Innenausstattung war allerdings nicht sonderlich erfolgreich; die Touralux-Waggons wurden nach kurzer Zeit entweder zu jeweils ganzen Schlafwagen oder Sitzwagen umgebaut.
Der Olympian Hiawatha war ein sofortiger Erfolg beim Publikum, und so wurde er schnell zu einem der bekanntesten Luxus-Fernreisezüge in den USA. Kenner bezeichnen den Zug auch als originellsten Streamlinerzug der USA, denn im Vergleich zu anderen Zügen hatte er ein ausgefallenes und exotisches Aussehen.

## Einsatz

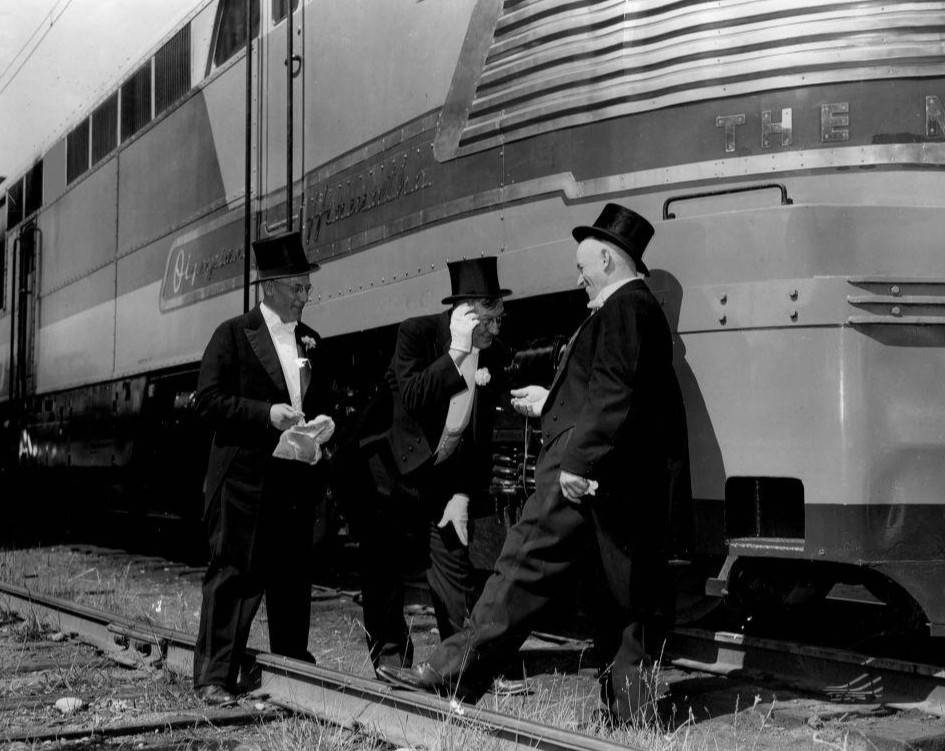
Lokführer und Zugbegleiter bei der feierlichen Einführung des Olympian Hiawathas in Seattle (1947)

Der Olympian Hiawatha fuhr unter diesem Namen erstmals am 29. Juni 1947 und wurde nach 1961 in dieser Form nicht mehr weitergeführt. Zuvor war der beste Zug der „Milwaukee Road“ der „Olympian“ gewesen, der aus schweren sechsachsigen Wagen bestand und von Dampfloks gezogen wurde. 1947 wurden die neuen stromlinienförmigen Wagen beschafft, die vierachsig und klimatisiert waren. Bis 1949 fuhr der Olympian Hiawatha jedoch noch mit den alten sechsachsigen Schlafwagen (ausgenommen die Touralux-Schlafwagen), da Pullman, der Hersteller der Schlaf- und Aussichtswagen, zuerst mit anderen Aufträgen ausgelastet war. 1952 beschaffte die Milwaukee Road als erste Bahngesellschaft in Nordamerika sogenannte Full-Dome-Cars, also Aussichtswagen, bei denen sich die Aussichtskanzel über die ganze Wagenlänge erstreckte. Als diese so genannten Super Domes geliefert wurden, war der Olympian Hiawatha komplett. Einer der sechs Wagen entgleiste 1953 auf einer Versuchsfahrt in Montana und brannte durch Kontakt mit der Oberleitung aus. Aus Teilen des alten Wagens wurde anschließend ein neuer Wagen gebaut.
Von 1953 bis ca. 1957 erlebte der Zug seine Blütezeit. Der Zug fuhr durch eine der schönsten amerikanischen Landschaften: zuerst von Chicago durch das Mississippi-River-Tal nach St. Paul und dann über die Prärien von South Dakota, North Dakota und Montana. Im westlichen Montana begann der spektakulärste Abschnitt: die Durchquerung der Rocky Mountains, ein Höhepunkt der Reise, den die „Milwaukee Road“ als so wichtig einschätzte, dass sie den Fahrplan so legte, dass dieser Reiseabschnitt immer bei Tag durchfahren wurde, nicht nachts.
Nach dem Durchqueren mehrerer Gebirgsketten gelangte der Zug schließlich über Idaho in den Staat Washington, wo sich einer Passage der Halbwüste die Überwindung des waldreichen Kaskadengebirges anschloss. Nach einem langen Tunnel erreichte der Zug schließlich den Pazifik und beendete seine Fahrt in Seattle. Von dort aus fuhr er rückwärts nach Tacoma, weil es keine Wendemöglichkeiten in Seattle gab. Man sagte dem Olympian Hiawatha nach, die schönste und abwechslungsreichste Strecke von allen nach Nordwesten fahrenden Zügen zu bedienen.

## Einstellung
Diese ganzen Gründe konnten jedoch letztendlich nicht überzeugen. Der Olympian Hiawatha stand in starker Konkurrenz zum „North Coast Limited“ der Northern Pacific Railway und zum „Empire Builder“ der Great Northern Railway. Deren Züge boten mindestens genauso viel Komfort und Luxus und waren außerdem auch noch schneller auf ihrem Weg von Chicago nach Seattle als der Olympian Hiawatha. Zudem hatten sie mehr Aussichtswagen als der Olympian Hiawatha, und der „Super Dome“-Ganzdachaussichtswagen hatte auch noch Probleme mit der Klimaanlage, wodurch es vor allem im Sommer vor Hitze unerträglich wurde, in der verglasten Aussichtskanzel zu sitzen. Zu guter Letzt befand sich die „Milwaukee Road“ in größeren finanziellen Schwierigkeiten als ihre Konkurrenzbahnlinien „Northern Pacific“ und „Great Northern“. Doch den letzten Stoß versetzte dem Zug der Flug- und Automobilverkehr, der seit den späten 1950er Jahren in den USA so zugenommen hatte, dass die traditionsreichen Langstrecken-Transkontinentalluxuszüge stark darunter leiden mussten und die Passagierzahlen drastisch zurückgingen.
Normalerweise bestand der Zug aus bis zu 15 Wagen, jedoch war er 1959 schon auf nur 9 Personenwaggons zusammengeschrumpft und besaß auch keinen Aussichtswagen mehr. So fuhr der Olympian Hiawatha am 22. Mai 1961 ein letztes Mal unter diesem Namen. Einen Tag später begann der Einsatz des „Nachfolgers“, Zugnummer 15 und 16, zwischen Minneapolis und Deer Lodge. Dieser Zuglauf wurde 1964 bis Aberdeen (South Dakota) gekürzt und 1969 komplett eingestellt.

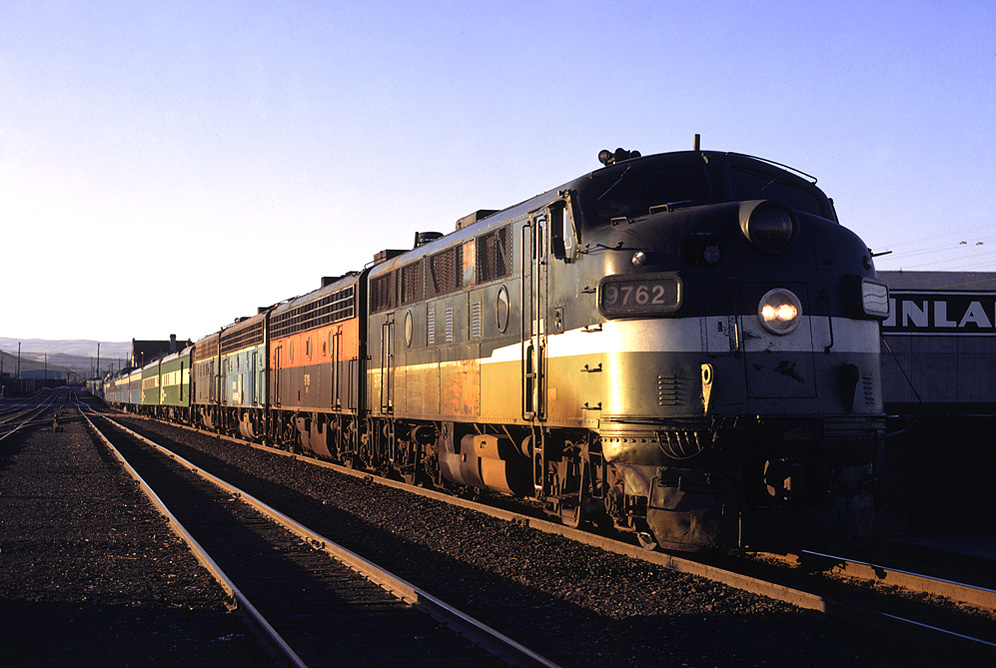
North Coast Hiawatha der Amtrak in Yakima im Bundesstaat Washington (1971)

Nach der Einstellung wurde der Großteil des Wagenmaterials an die gemeinsam von der Milwaukee Road und der Union Pacific betriebenen City-Züge abgegeben. Die sechs Skytop-Kanzelwagen und sechs der Super Domes wurden fortan in diesen Zügen eingesetzt. 1964 wurden sie an die Canadian National Railway verkauft, wo sie hauptsächlich zwischen Montreal und Halifax, aber auch im Super Continental von Toronto nach Vancouver zum Einsatz kamen. Die Kanzelwagen wurden nach letzten Einsätzen auf den Strecken Gaspé–Montreal und Jasper–Prince Rupert im September 1971 außer Dienst gestellt. Aus Brandschutzgründen (keine Tür am Wagenende und nur ein Zugang) fanden sie in Kanada keine Verwendung mehr; zwei Exemplare wurden verschrottet, die anderen vier in die USA zurückgegeben. Die Super Domes kamen über die CN noch zu Via Rail. Heute werden sie – sofern noch betriebsfähig – von Touristen- und Ausflugsbahnen genutzt.
1971 bis 1979 betrieb Amtrak den North Coast Hiawatha, einen dreimal wöchentlich verkehrenden Fernzug, der zwischen Chicago und den Twin Cities die Gleise der Milwaukee Road und westlich davon die der Northern Pacific Railway nutzte. Der Name war eine Mischung aus dem North Coast Limited der Northern Pacific und dem Olympian Hiawatha.
Mangels Instandhaltung und aus unternehmerischen Erwägungen wurde der elektrische Betrieb bis 1974 eingestellt. Durch einen Konkurs geschwächt, legte die Milwaukee Road 1980 ihre „Puget Sound Extension“ und damit den größten Teil der früheren Zugstrecke still. Teile der Strecke wurden in den landschaftlich reizvollen Abschnitten in Fahrradwege umgewandelt. In den Bitterroot Mountains entstand so der „Route of the Hiawatha Trail“ und am Snoqualmie Pass im Bundesstaat Washington der „Iron Horse State Park“.

## Zugzusammensetzung
Hier eine typische Zugzusammensetzung aus dem Jahre 1953:
Diesellok 3er Einheit Erie FM und Elektrolok „Little Joe“ (die Elektrolokomotiven wurden nur auf den beiden elektrifizierten Gebirgsstrecken eingesetzt) mit 15 Wagen: 1. Postwagen #1208; 2. Gepäckwagen #1336; 3. Gepäckschlafwagen #1309 (für das Zugpersonal); 4. Sitzwagen #480; 5. Sitzwagen #481; 6. Sitzwagen # 482; 7. Snack-Bar-Loungewagen „Tip Top Grill“ #164; 8. Speisewagen #122; 9. Toralux-Schlafwagen „Mount St.Helens“; 10. Toralux-Schlafwagen „Mount Tacoma“; 11. Schlafwagen „Lake Coeur d’Alene“; 12. Schlafwagen „Lake Pend Oreille“; 13. Doppelstockschlafwagen „Yellowstone River“; 14. Ganzdachaussichtswagen mit Cocktail-Lounge „Super Dome“ #53; 15. „Skytop“-Schlaf-/Salon-/Aussichts-Schlußwagen „Gold Creek“.